# Girl’s Day
A Girl's Day (koreaiul: 걸스데이) egy négytagú dél-koreai lányegyüttes a Dream Tea Entertainment menedzselésével.
A csapatnak négy tagja van, Sojin (Szodzsin), Minah (Mina), Yura (Jura), Hyeri (Hjeri).
Legismertebb dalaik a "Something", "Darling", "Twinkle Twinkle", "Expectation" és a "Female President". A rajongói klubjuk a Daisy(Dai5y).

## Történet

### A debütálás előtt
A Dream Tea már a debütálás előtt elkezdte az együttes promócióját, létrehozták a hivatalos blogot, az együttes és a tagok Twitter fiókjait, továbbá a hivatalos YouTube csatornát. A debütálást flash mobok is megelőzték Szöul népszerű kereskedelmi és szórakoztató negyedeiben, nagy érdeklődést kiváltva.

### 2010: Debütálás, új tagok, Nothing Lasts Forever

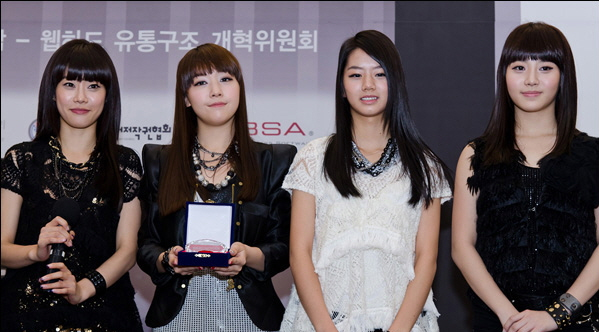
Balról Jobbra: Sojin (Szodzsin), Minah (Mina), Hyeri (Hjeri),Yura (Jura), 2010 November

Július 7-én debütáltak első számukkal a "Tilt My Head"-el, két nappal később pedig kiadták az első mini-albumukat a "Girl's Day Party 1"-et.
Alig két hónappal a bemutatkozás után a csapat hivatalos Twitter csatornáján bejelentették, hogy Jisun és Jiin személyes okokból elhagyta az együttest, helyükre Yura (Jura) és Hyeri (Hjeri) érkeztek.
Immáron új felállásban, 2010. október 29-én jelentkeztek egy új kiadással a "Girl's Day Party 2"-vel, promóciós száma a "Nothing Lasts Forever".

### 2011: Twinkle Twinkle, Everyday
Promóciós számuk a "Twinkle Twinkle" március 16-án jelent meg. A csapat ugyanazon héten fellépett vele az M! Countdown, a Music Bank és az Inkigayo színpadán is. A dal népszerűnek bizonyult és mindhárom előbb említett vállalatnál bekerült a TOP 10-be.
Július 3-án jelentették be második mini-albumukat az "Everyday"-t. A lemezen a népszerű "Hug Me Once" mellett helyett kapott a "Young Love", két korábbi számuk a "Nothing Lasts Forever" és a "Twinkle Twinkle" valamint a "Hug Me Once" hangszeres változata.

### 2012: Everyday 2, Jihae távozása, Don't Forget Me

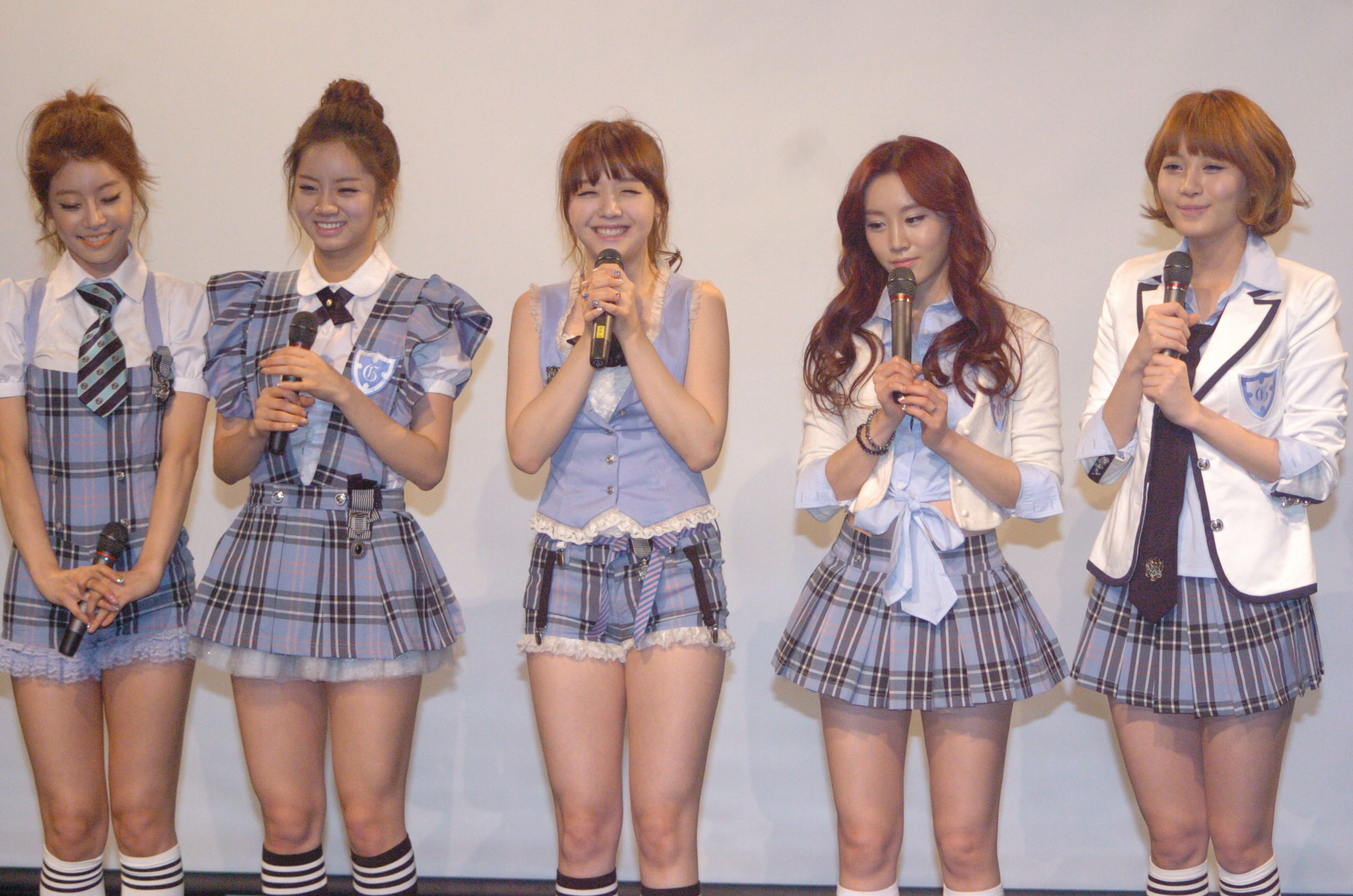
Sojin (Szodzsin),Hyeri (Hjeri),Minah (Mina),Jihae (Dzsihe),Yura (Jura), 2012

2012. április 17-én jelentették meg harmadik mini-albumukat az "Everyday 2"-t, promóciós száma az "Oh! My God", de az albumra került korábbi számuk a "Don't Let Your Eyes Wander", valamint három új szám.
Október 17-én jelentette be a Dream Tea, hogy Jihae személyes okokból elhagyja a csapatot, helyére nem érkezik senki.
A megmaradt négy tag a "Don't Forget Me" című új számukkal tért vissza a Music Bank színpadára október 26-án.

### 2013: Expectation, Female President

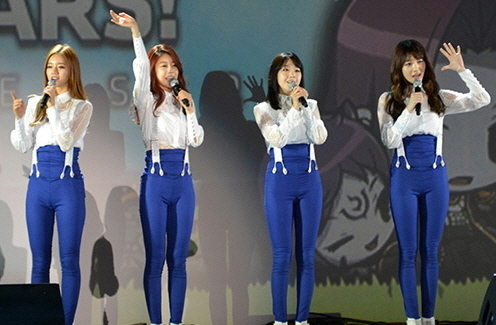
Girl's Day 2013-ban.

2013. február 20-án jelent meg "White Day" című számuk ezt követte március 14-én új albumuk az 
"Expectation", rajta címadó számukkal az "Expectation"-el. Ez a szám nagy siker lett és elnyerte a "Long-Run Song" díjat, mivel 15 egymást követő héten is a TOP 50-ben végzett a Gaon Chart K-Pop Awards listáján.
Június 24-én újra kiadták az "Expectation" albumukat egy új számmal a "Famele President"-el.
Október 10-én jelent meg a "Let's Go" című szám, melyet Sojin írt és komponált.

### 2014: Everyday 3, Everyday 4, Something, Darling , I Miss You, Best Album
2014. január 3-án megjelent a negyedik mini-albumuk, "Something" című dallal.
Még ezen a napon elérte a milliós nézettséget. A "Something" hatalmas sikernek bizonyult, második helyet ért el a KPOP Hot 100-on, első helyet számos online oldalon mint például a Bugs, továbbá második helyezést ért el a Gaon Chart-nál, továbbá 8 egymást követő héten a TOP10-ben maradt a KPOP Hot 100 ranglistáján, ezzel a Girl's Day volt az első együttes 2014-ben akiknek ez sikerült.
Április 6-án egy közönségtalálkozót tartottak Japánban, ahol elárulták hogy egy új számmal készülnek a nyárra.
Az új számuk a "Darling", július 14-én léptek fel vele először egy jótékonysági koncert keretében. Az összes 
bevételt a Plan Korea nevezetű alapítvány számára ajánlották fel. Ezzel egyidőben jelent meg a következő mini-albumuk is az "Everyday 4".
A "Darling" szintén nagy siker volt, első helyet ért el számos jelentősebb ranglistán, olyanokon mint a Melon, Bugs, Olleh, Soribada, Genie, Naver, Daum, és a Monkey3.
Október 15-én egy balladával jelentkeztek, címe: "I Miss You". Ez egy új típusú albumon jelent meg, úgynevezett "smart-card" típusú albumon, mely új fajta lehetőségeket kínál okos telefonnal rendelkező rajongók részére. Ők voltak az első együttes akik ilyen fajta albumot jelentettek meg.
November 26-án jelent meg a "Best Album" című válogatás lemezük Japánban.

### 2015–napjainkig: Hello Bubble, Ring My Bell
2015 május 12.-én álltak elő a "Hello Bubble" című számmal, amely a Mise-en-scène hajápolási márkával történő együttműködés eredménye.
2015. július 6-án jelent meg második teljes albumuk a "Love" rajta a "Ring My Bell" című dallal.

## Diszkográfia

### Stúdió albumok
- Expectation (2013)
- Love (2015)

### Újra kiadott albumok
- Female President (2013)

### Kislemezek(EPs)
- Girl's Day Party#1 (2010)
- Everyday (2011)
- Everyday 2 (2012)
- Everyday 3 (2014)
- Everyday 4 (2014)
- I Miss You (2014)
- EVERYDAY #5 (2017)

### Válogatás albumok
- Best Album (2014)

### Klipek
| Year | Klipek                                                           |
| ---- | ---------------------------------------------------------------- |
| 2010 | Tilt My Head / Kyaooddung (갸우뚱). YouTube                      |
| 2010 | How About Me (나 어때). YouTube                                  |
| 2010 | Nothing Lasts Forever (잘해줘봐야). YouTube                      |
| 2011 | Twinkle Twinkle (반짝반짝). YouTube                              |
| 2011 | Hug Me Once (한번만 안아줘). YouTube                             |
| 2011 | Don't Flirt/Don't Let Your Eyes Wander (너 한눈 팔지마). YouTube |
| 2012 | Oh My God (오마이갓). YouTube                                    |
| 2012 | Don't Forget Me (나를 잊지마요). YouTube                         |
| 2013 | White Day (화이트데이). YouTube                                  |
| 2013 | Expectation (기대해). YouTube                                    |
| 2013 | Female President (여자 대통령). YouTube                          |
| 2013 | Let's Go (렛츠 고). YouTube                                      |
| 2014 | Something (썸씽). YouTube                                        |
| 2014 | Darling (달링). YouTube                                          |
| 2014 | I Miss You (보고싶어). YouTube                                   |
| 2015 | Hello Bubble (헬로버블). YouTube                                 |
| 2015 | Ring My Bell (링마벨). YouTube                                   |